# Carl-Heinz Rodenberg
Carl-Heinz Rodenberg, a veces nombrado Karl-Heinz Rodenberg (Heide, 19 de noviembre de 1904 – ¿?, 1995), fue un neurólogo y psiquiatra alemán. Rodenberg fue perito en el asesinato de enfermos por parte de los nazis, la Aktion T4, y a partir de 1943 director científico de la Reichszentrale zur Bekämpfung der Homosexualität und der Abtreibung.

## Vida
Hijo de un médico, estudió medicina y se doctoró en 1930 en la Universidad de Marburgo con el tema Über echte Kombinationen epileptischer und schizophrener Symptomkomplexe («Sobre las combinaciones auténticas de complejos sintomáticos epilépticos y esquizofrénicos»). Como practicante de medicina, trabajó en la clínica psiquiátrica universitaria, luego como asistente científico en el Deutschen Forschungsanstalt für Psychiatrie en Múnich y hasta 1934 como médico en el centro médico de Branitz, cerca de Oppeln, en la Alta Silesia.
Rodenberg se inscribió en el Partido Nazi (NSDAP) y las SA el 20 de abril de 1932. Tras el golpe de Estado por los nazis, la llamada Machtergreifung, Rodenberg se convirtió en 1933 en empleado del Rassenpolitisches Amt der NSDAP («Oficina encargada de la política racial del NSDAP»). A partir de 1934 dirigió el departamento de salud hereditaria para el Oberpräsident del Provinzialverband de la Alta Silesia. Desde 1936 fue médico especialista en Psiquiatría y Neurología, trasladándose en 1937 a Berlín. Allí dirigió el departamento para el cuidado de la raza y la herencia en el Reichsausschuß für den Volksgesundheitsdienst («Comité del Reich para el servicio de salud popular»), fue director de la Staatsmedizinischen Akademie («Academia de medicina estatal»), además de juez del Erbgesundheitsgericht («Juzgado de salud hereditaria») en decisiones sobre la esterilización forzosa. Desde el 1 de marzo de 1939, Rodenberg trabajaba como biólogo criminalista en el departamento para cuidado de la raza y la herencia del Reichsgesundheitsamt («Oficina del Reich para la salud»).
Durante el tiempo entre el 28 de febrero y el 14 de octubre de 1940, Rodenberg estuvo listado como perito de la «Aktion T4». En esta función decidía sobre la base de cuestionarios con los datos de los enfermos y discapacitados sobre la supervivencia o la muerte en una de las estaciones de muerte de la Aktion T4.
También, en 1940, Rodenberg trató de entrar en las SS. Siendo en esa época SA-Sturmbannführer sanitario, un informe confirmaba que Rodenberg había sido durante largo tiempo informador del Sicherheitsdienst (SD). Rodenberg «ha entregado al SD en muchas ocasiones material valioso» y muestra «en su trabajo para la SD gran interés. Su acogimiento en las SS […] es por lo tanto de importancia.» En las SS, Rodenberg fue ascendido el 30 de enero de 1944 en SS-Obersturmbannführer. Con ocasión del ascenso, se señaló  «su excelente actitud vital, su espíritu de camaradería y su resuelta presencia».
En agosto de 1942, Rodenberg fue trasladado al Reichssicherheitshauptamt (RSHA), a la sección IIIB3 Rasse und Volksgesundheit («Raza y salud popular»). El 27 de octubre de 1942 Rodenberg formó parte de una conferencia en la sección IVB4 organizada por el RSHA, sucesión de la Conferencia de Wannsee, dirigida por Adolf Eichmann. El tema de la conferencia era la esterilización de los «medio judíos», que debía ser ofrecida como «alternativa voluntaria» a la deportación. El plan nunca se llevó a cabo.
El 1 de julio de 1943, Rodenberg fue trasladado al Reichskriminalpolizeiamt (RKPA; «Oficina de policía criminal del Reich») como ponente en cuestiones de psicología sexual y a la vez tomó el puesto de director científico de la Reichszentrale zur Bekämpfung der Homosexualität und der Abtreibung (Central del Reich para la lucha contra la homosexualidad y el aborto). La ocupación principal de la Reichszentrale era el registro y recogida de datos sobre homosexuales. Friedrich Panzinger describió en 1944 las demás funciones de Rodenberg: evaluar «materiales para continuar la aclaración del problema de la castración» en relación con los «criminales sexuales, como los homosexuales, otros delincuentes morales, pirómanos, delincuentes habituales», para crear la base de la ejecución de medidas legislativas o administrativas.
Rodenberg ya se había ocupado desde 1941 de la castración de homosexuales en revistas médicas, lo que le ganó el reconocimiento de Himmler el 30 de diciembre de 1942 por sus «artículos convincentes». Así, Rodenberg constató en 1941 en la revista Der öffentliche Gesundheitsdienst («El servicio de salud público») que una «deseada pacificación de la vida sexual, incluso en homosexuales, puede ser conseguida a menudo por la castración, y sólo por la castración.» Hasta el momento, pocos homosexuales habían ofrecido «un sacrificio a la comunidad del pueblo» y se habían dejado castrar voluntariamente, lo que Rodenberg achacaba a una «falta de sentido de la responsabilidad». Sobre la base de material recogido por la policía criminal, en 1942, Rodenberg creía poder demostrar que una castración era una medida adecuada «para quitarle al homosexual su dinámica criminal y a la vez ayudarle», tal como afirmaba en la revista Deutsche Justiz («Justicia alemana»). El material de Rodenberg se refería en más de un 60% de los casos a pedófilos y no a homosexuales. Los esfuerzos de Rodenberg, antes de finalizar la Guerra, de conseguir una ley para la castración de homosexuales no tuvo éxito. En octubre de 1942, justificaba su propuesta con los costes que resultaban al estado con la manutención de los homosexuales en campos de concentración y detenciones preventivas: «si fueran castrados, podrían ser liberados al poco tiempo, ya que no presentarían más un peligro a la comunidad del pueblo y además podrían ser reinsertados con provecho en la vida.» También Hitler, según Rodenberg, habría atribuido «gran importancia a la lucha contra este mal».

### Después de la Guerra
Tras el final de la Guerra, Rodenberg vivió en Wald-Michelbach im Odenwald. A causa de su participación en la conferencia del 27 de octubre de 1942, en la década de 1970, la fiscalía de Darmstadt y Berlín lo investigaron, pero no llegaron a enjuiciarlo. En declaraciones a la Zentrale Stelle der Landesjustizverwaltungen zur Aufklärung nationalsozialistischer Verbrechen («Central de las administraciones de justicia para la aclaración de los crímenes nazis»), Rodenberg negó en 1986 sus actividades en la Reichszentrale zur Bekämpfung der Homosexualität und Abtreibung. Declaró que los estudios sobre el éxito terapéutico de la castración se habían limitado a los crímenes morales y no a los homosexuales mismos. Su afirmación de que le era indiferente «la forma en la que homosexuales adultos libremente aplacan sus deseos sexuales entre ellos» estaba en contradicción con sus publicaciones durante el gobierno nazi.